# Peter Odemwingie
Peter Osaze Odemwingie (ur. 15 lipca 1981 w Taszkencie) – nigeryjski piłkarz, który grał na pozycji napastnika. Posiada również obywatelstwo rosyjskie. W latach 2002–2014 wielokrotny reprezentant Nigerii. Uczestnik Mistrzostw Świata 2010 oraz 2014 oraz Pucharu Narodów Afryki 2004, 2006, 2008 i 2010.
W swojej karierze występował m.in. w takich klubach jak: Lille OSC, West Brom, Stoke City czy Lokomotiw Moskwa.

## Kariera klubowa
Odemwingie urodził się w Taszkencie – stolicy Uzbekistanu. Piłkarską karierę zaczynał jednak w Rosji w drużynie juniorskiej CSKA Moskwa. Mając 18 lat opuścił Rosję i wyjechał do Nigerii zostając piłkarzem Bendel Insurance FC. W drużynie tej zadebiutował w 2000 roku, ale grając w niej przez 3 lata nie osiągnął większych sukcesów. Najwyższe miejsce, jakie zajął przez ten okres klub z miasta Benin to 5. w roku 2002. Zimą 2003 Odemwingie powrócił do Europy i trafił do belgijskiego klubu R.A.A. Louviéroise. W rundzie wiosennej zdobył 2 gole w 14 meczach, a także mocno przyczynił się do zdobycia przez ten zespół Pucharu Belgii – La Louviére wygrało wówczas 3:1 z Sint-Truidense VV. W sezonie 2003/2004 Peter zagrał jeszcze lepiej zdobywając 5 bramek w 27 meczach i pomógł drużynie w zajęciu wysokiego jak na ten klub 8. miejsca w Eerste Klasse. W Pucharze UEFA zdobył swojego premierowego gola w zremisowanym 1:1 meczu pierwszej rundy z Benficą Lizbona. W rewanżu było 1:0 dla Benfiki i to Portugalczycy awansowali do następnej fazy rozgrywek. W sezonie 2004/2005 Odemwingie zdołał zagrać w 3 meczach i zdobyć 2 gole w lidze belgijskiej, po czym w sierpniu został kupiony przez Lille OSC, podpisując z tym klubem 4-letni kontrakt. Miał oferty z Feyenoordu, Fulhamu i FC Schalke 04, ale wybrał właśnie francuski klub.
W Lille zadebiutował 11 września w wygranym 1:0 meczu z OGC Nice, gdy w 62. minucie został zmieniony przez Matta Moussilou. Swoją pierwszą bramkę natomiast zdobył w 13. kolejce Ligue 1 w wygranym 1:0 wyjazdowym meczu z FC Istres. W sezonie tym zagrał jednak tylko w 20 meczach (zdobył w nich 4 bramki), gdyż pozycja Moussilou w ataku Lille była niepodważalna. Odemwingie wystąpił także w 6 meczach Pucharu UEFA, w którym to Lille doszło do 1/8 finału, gdzie odpadło z inną francuską drużyną AJ Auxerre. W lidze natomiast piłkarze Lille z Peterem osiągnęli wielki sukces, jakim było zdobycie wicemistrzostwa Francji. W sezonie 2005/2006 to już nie Moussilou, a właśnie Odemwingie był najlepszym piłkarzem zespołu. Zdobył 14 bramek w Ligue 1, a jego drużyna zajęła wysokie 3. miejsce za Olympique Lyon i Girondins Bordeaux. Więcej goli od Nigeryjczyka strzelił tylko Pedro Pauleta – 21. Z Odemwingie Lille awansowało także do fazy grupowej Ligi Mistrzów. W grupie D zajęło 3. miejsce i awansowało do Pucharu UEFA. Tam Peter zagrał w 3 meczach i zdobył 1 bramkę, a Lille ponownie odpadło w 1/8 tym razem po dwumeczu z późniejszym zdobywcą pucharu, Sevilla FC. W sezonie 2006/2007 Peter już zdążył też błysnąć. 13 sierpnia w meczu z RC Lens ustrzelił pierwszego swojego hat-tricka na francuskich boiskach, jego drużyna wygrała 4:0. W fazie grupowej Ligi Mistrzów zdobył natomiast 2 gole – z Anderlechtem (2:2) oraz z AC Milan (2:0). Lille po raz pierwszy w historii awansowało do 1/8 finału.
Latem 2007 za 10 milionów euro Odemwingie przeszedł do Lokomotiwu Moskwa.
| Sezon   | Klub                 | Kraj    | Rozgrywki              | Mecze | Bramki |
| ------- | -------------------- | ------- | ---------------------- | ----- | ------ |
| 2000    | Bendel Insurance     | Nigeria | Nigeria Premier League | ?     | ?      |
| 2001    | Bendel Insurance     | Nigeria | Nigeria Premier League | ?     | ?      |
| 2002    | Bendel Insurance     | Nigeria | Nigeria Premier League | ?     | ?      |
| 2002/03 | R.A.A. Louviéroise   | Belgia  | Eerste Klasse          | 14    | 2      |
| 2003/04 | R.A.A. Louviéroise   | Belgia  | Eerste Klasse          | 27    | 5      |
| 2004/05 | R.A.A. Louviéroise   | Belgia  | Eerste Klasse          | 3     | 2      |
| 2004/05 | Lille OSC            | Francja | Ligue 1                | 20    | 4      |
| 2005/06 | Lille OSC            | Francja | Ligue 1                | 26    | 14     |
| 2006/07 | Lille OSC            | Francja | Ligue 1                | 29    | 5      |
| 2008    | Lokomotiw Moskwa     | Rosja   | Priemjer-Liga          | 26    | 10     |
| 2009    | Lokomotiw Moskwa     | Rosja   | Priemjer-Liga          | 25    | 7      |
| 2010    | Lokomotiw Moskwa     | Rosja   | Priemjer-Liga          | 10    | 0      |
| 2010/11 | West Bromwich Albion | Anglia  | Premier League         | 32    | 15     |
| 2011/12 | West Bromwich Albion | Anglia  | Premier League         | 30    | 10     |
| 2012/13 | West Bromwich Albion | Anglia  | Premier League         | 25    | 0      |
| 2013/14 | Cardiff City         | Anglia  | Premier League         | 15    | 1      |
| 2013/14 | Stoke City           | Anglia  | Premier League         | 15    | 5      |
| 2014/15 | Stoke City           | Anglia  | Premier League         | 7     | 0      |
| 2015/16 | Stoke City           | Anglia  | Premier League         | 5     | 0      |
| 2015/16 | Bristol City         | Anglia  | Championship           | 7     | 2      |

## Kariera reprezentacyjna
Ojciec Petera jest Nigeryjczykiem, matka Rosjanką, a Peter urodził się w Uzbekistanie, więc mógł reprezentować jedno z tych trzech państw. Wybrał występy w reprezentacji Nigerii, w której zadebiutował 5 maja 2002 w wygranym 3:0 meczu z Kenią. Był bliski wyjazdu na finały Mistrzostw Świata 2002, ale ostatecznie selekcjoner Festus Onigbinde nie powołał go do 23-osobowej kadry. Do kadry wrócił po roku. Z Nigerią wystąpił w Pucharze Narodów Afryki 2004. W meczu z reprezentacją RPA zdobył 2 bramki (swoje pierwsze w kadrze), a „Super Orły” wygrały 4:0. Nigeryjczycy z Odemwingie w składzie dotarli do półfinału rozgrywek, w którym przegrali z Tunezją po rzutach karnych (3:5). W meczu o trzecie miejsce z Mali Odemwingie zdobył swoją trzecią bramkę w tym turnieju, a Nigeria wygrała 2:1. W następnym turnieju o Puchar Narodów Afryki 2006 Odemwingie nie wystąpił.
W 2008 został dodatkowo włączony do reprezentacji U-23 na Igrzyska Olimpijskie w Pekinie, gdzie Nigeria zdobyła srebrny medal.

## Sukcesy

### La Louviére
- Puchar Belgii: 2003

### Lille OSC
- Wicemistrzostwo Francji: 2005
- 3. miejsce w Ligue 1: 2006

### Reprezentacja Nigerii
- 3. miejsce w Pucharze Narodów Afryki: 2004